# Cusiala angulata
Cusiala angulata là một loài bướm đêm trong họ Geometridae.